# 辽丽战争
遼麗戰爭（韩语：／）又稱高丽—契丹战争（韩语：／）、反契丹戰爭（朝鲜语：／），指的是10世纪到11世纪发生在今中国和朝鲜边境附近的契丹（遼朝）对高丽的三次侵略战争。遼朝虽然打赢前两次战争，但未获政治优势。第三次战争以遼的失败告终，保州的领土纠纷成為兩國關係的遺留問題。

## 背景
10世纪初，位于今中国内蒙古和东北地区的契丹族崛起。916年，耶律阿保机统一契丹各个部落后称帝建契丹国（后改国号辽）。922年，耶律阿保机派特使到高丽送骆驼、马匹和毡。高丽于925年遣使对契丹进行了回访。926年契丹灭渤海国后，两国开始交恶。高丽开始大量吸纳并善待渤海遗民。契丹再次送来50匹骆驼时候，遭到高丽太祖回绝，契丹来使一行38人被放逐孤岛，送来的骆驼也被饿死。:18:171
985年7月，辽圣宗即位的第二年，辽开始发兵攻打高丽，但因道阻而放弃。986年，高丽受宋之邀结盟对抗辽:171。983至993年，辽对鸭绿江流域的女真部落和定安国进行了征讨，并最终于991年2月在鸭绿江江口修筑了威寇、振化、来远3城:47-48。为抵御契丹入侵，高丽开始北伐加强边防。成宗九年（990）10月，高丽将鸭绿江外的女真驱迁到长白山下:41。

## 第一次战争
993年农历五月，高丽西北地区女真通知高丽，辽密谋出兵，但高丽未有反应。八月，女真再报高丽，高丽才派遣诸道兵马齐正使准备兵马应战。十月，高丽以侍中朴良柔为上军使、内史侍郞徐熙为中军使、门下侍郞崔亮为下军使，在北界防御越过鸭绿江大举入侵的80万辽兵。闰十月丁亥日成宗到西京，又到安北府鼓舞士气。双方在蓬山郡展开激烈战斗，最终萧逊宁率领的辽军攻破蓬山郡，俘高丽先锋军使尹庶颜。萧逊宁提出高丽以新罗建国。鉴于辽已攻占高句丽旧土，高丽应交出所占高句丽旧土，臣服于辽，否则兵戎相见。高丽宫廷为此惊恐。为迫使高丽屈服，萧逊宁继续南下攻打安戎镇（今安州），但受阻。安戎镇的高丽官兵以少胜多击败辽军。:54-58:122-123
见识高丽在安戎镇的反击能力，萧逊宁意识到以武力征服高丽的代价将是巨大的，于是遣使劝高丽投降。徐熙请命与之谈判。萧逊宁起初提出要以南北而座的君臣之礼相见，但徐熙坚持以平等方式谈判。经过几番外交周旋，双方最终以东西相座的平等方式进行了谈判。徐熙在谈判中对萧逊宁的领土主张提出了反驳，说高丽都高句丽旧都平壤，以高丽为国号，高句丽旧土为高丽所有。他表示高丽并非不愿臣服于辽，只是两国被女真相隔。经过谈判，萧逊宁与徐熙最终达成协议。辽将鸭绿江左岸女真之地让给高丽，高丽则与宋断交，奉辽为正朔。:58-62:123
994年2月，萧逊宁与徐熙达成的协议得到辽圣宗的批准。接到萧逊宁的文书后，高丽开始使用辽的年号统合。同年4月，高丽遣侍中朴良柔到辽，告行正朔，并请求辽释放战俘。6月，高丽派秘史元郁到宋朝商讨联合灭辽。宋以“北鄙甫宁不宜轻动”为由拒绝。只是优待高丽使者后遣还。此后，高丽按照与辽的协议与宋断交。994-995年，高丽平西北女真，在鸭绿江东修筑了兴化（今義州）、龙州、通州、铁州、郭州、龟州六城，与辽以鸭绿江为界。双方此后和平相处。:62-66:159-160

## 第二次战争
1004年，辽大举入侵宋朝，双方后结“澶渊之盟”。1009年，高丽发生康兆政变。高丽将军康兆杀死高丽穆宗，拥立王询为王，是为显宗。1010年，高丽尙书、左司郞中河拱辰攻击东女真，兵败后怀恨在心，与和州防御郞中柳宗一起杀死了95名来高丽朝贡的女真人。女真后求契丹为其出气。同年7月，辽圣宗耶律隆绪派遣给事中梁炳大将军那律允到高丽质问杀害穆宗之事。高丽一方面展开外交斡旋，多次派使去辽增进友好关系，另一方面预感辽将再次入侵，派康兆率30万军队驻守在辽入侵必经之地通州（今平安北道宣川郡）。:67-72
1010年11月，耶律隆绪以为穆宗报仇为由，率40万契丹大军渡过鸭绿江，围攻兴化镇。但高丽守将杨规、李守和等坚守城池，辽军围攻七日仍不能攻下。辽军软硬兼施，一方面发书函称此次兴兵只为问康兆弑君之罪，只要交出康兆，立即撤兵，否则玉石俱焚，鸡犬不留，另一方面给兴化守城将领送去绸缎衣饰与银碗。但杨规丝毫不为之所动。:72:124-125
耶律隆绪无奈放弃兴化，兵分两路，屯20万于麟州，自己亲率余下20万攻打康兆所在的通州。康兆分兵为三，隔水步阵，以剑车排阵多次击败辽军。但辽军先锋耶律盆奴最终攻破高丽的布阵，俘虏康兆，追杀退却的高丽军队数十里。高丽损失军队3万余人。耶律隆绪多次要康肇投靠辽朝，但康肇不肯。于是耶律隆绪将他处死。辽军派两名俘虏变节的高丽大臣前往通州劝降，但守城高丽将领紧闭城门拒敌固守。:72-75
1010年12月6日，辽军攻下郭州。安州守城将领弃城而逃。辽军趁势攻西京平壤，焚中兴寺塔，围城。显宗见势不妙命人送上降表。耶律隆绪派韩杞为特使，率200骑兵劝降，但被西京守城将领卓思政杀死。耶律隆绪派兵攻西京与卓思政交战。在后方，楊規率领700名士兵前往通州，而且還招募了1000多名士兵，在深夜攻击郭州，將郭州城內的6000多名辽军全部殺死，然后将城内的男女7000多人救出，转移到通州。耶律隆绪见况决定全力攻克西京，以便控制局势。卓思政于是率兵退回开京。但西京高丽军队依然坚守城池。:75-76
卓思政到开京后劝显宗投降，但遭到姜邯赞的反对。在姜邯赞的建议下，显宗于12月28日南下。1011年1月1日，辽军攻下开京，焚掠，宫阙民屋皆被焚。由于后方兴化、龟州、通州和西京的高丽军民仍在奋力反击辽军，耶律隆绪无力南下追杀显宗，于1月11日撤兵。后退之时，“所降诸城皆叛”，龟州、通州和郭州等地高丽军民对撤退的辽军发起猛烈攻击，辽军伤亡甚重。:67-85:161-162
《高丽史》记载辽军撤走时经过龟州，别将金叔兴与中郞将保良击辽军斩万余级，杨规掩击辽军于无老代，斩二千余级。解救被虏男女三千余人，又在梨树大战追至石岭斩二千五百余级，解救被虏千余人，后三日又战于余里站斩千余级，解救千余人，当天三战皆捷，复邀其前锋于艾田攻击辽军，斩千余级，契丹大军到来，杨规与叔兴终日力战，兵尽矢穷，战死。辽军渡鸭绿江时，郑成追击，辽军很多溺死。杨规以孤军旬月七战。夺回被虏人三万余口。获驼马器械不可胜数。:82-83

## 第三次战争
1011年1月耶律隆绪撤兵后，高丽遣使谢辽班师，但耶律隆绪要显宗亲自来朝觐。高丽以“王病不能亲朝”为由拒绝。此后，辽开始要求高丽归还鸭绿江东岸的六城。之前耶律隆绪从高丽撤军时遭到六城猛烈袭击，险些全军覆没。高丽拥有这六城后，东北女真各部纷纷来高丽朝贡与高丽建立友好关系。耶律隆绪因此决意收回江东六城:93。
几番外交周旋无果后，辽于1014年10月派萧敌烈率军攻打通州和兴化镇等地，但被高丽将领郑神勇和别将周演击退。1015年1月，辽以来远城为中心在鸭绿江建长桥。高丽出兵制止无果。辽最终建成连接来远城和义州的桥梁，并在鸭绿江东岸修建保州城。同月，辽攻破宣化和定远（辽称宣州）二镇。辽趁势继续南下围攻兴化镇，但被守城高丽将领高积余和赵戈击退。此后，辽又攻打通州、龙州，但都无功而返:86-91
1015年9月，辽再次发兵攻打通州。兴化鎭大将军郑神勇、别将周演、散员任忆、校尉杨春*、大医丞孙简、太史丞康承颖等引兵出战，辽兵阵亡七百余，高丽郑神勇等六名将领阵亡。4日后，辽兵攻宁州城，不克，退军。3日后，辽兵再次攻宁州城。高丽大将军高积余、将军苏忠玄、高延迪、散员金克、别将光参等追击，战死。辽军虏走兵马判官王佐、录事卢玄佐而去。11月，辽派5万5千精兵攻克定远，兴化二城。1016年1月，耶律世良、萧屈烈带兵与高丽战于郭州以西。高丽士兵阵亡数万，损失惨重:94-95。辽军直至南海，耶律世良逝世，辽军遂退。
1017年8月，辽朝萧合卓率兵第三次为江东六城入侵高丽，围攻兴化镇。坚一、洪光和高义等守城高丽将领奋勇抵抗。辽兵围城9日不克，无功而返。:98
1018年10月，辽派萧排押率10万大军第四次为江东六城入侵高丽。高丽以平章事姜邯赞为上元帅，大将军姜民瞻为副，率军20多万抵挡。姜邯赞重兵屯于兴化镇，以逸待劳击败辽军。姜邯赞率領的高麗騎兵隊在三橋川擊敗了1万遼軍。萧排押转而绕过姜邯赞的防御，去攻开京。途中，在慈州被姜民瞻歼灭万余人辽军。萧排押一意孤行继续向开京开进。姜邯赞率兵应战，辽军几乎全军覆灭，生还者只有数千人。萧排押后被辽撤了官职。:98-101

## 后续
1019年8月，辽原本再次发动一次更大规模的战争，但双方都疲惫于常年征战，最终议和。1022年，辽帝册封显宗为高丽国王，送食邑万户、食实封千户，以及很多礼品。1029年，兴辽国谋求联合高丽攻打契丹，高丽并未响应。1031年，显宗和耶律隆绪相继去世。:102-103
战争结束后，契丹没有再入侵高丽，双方睦邻友好。不过保州成為双方的历史遗留问题。高丽多次派使到辽，要求归还保州，但辽廷一直不予理睬。1117年3月，辽被金击败，许王耶律寧逃命之时发书函将来远城和保州一并交给高丽。1126年12月，金廷将保州归还高丽。:121-123